# Клан печерного ведмедя
«Клан Печерного ведмедя» (англ. The Clan of the Cave Bear) — епічний літературний роман історичної фантастики про доісторичні часи. Це перша книга американської письменниці Джин М. Ауел, із серії шести книг «Діти Землі», яка оповідає про можливі взаємодії між неандертальцями та кроманьйонцями, предками сучасних людей.

## Вступ
Роман посилається на просування полярних льодових покривів, описуючи історію Європи періоду понад 20 тисяч років тому або понад 18 тисяч років до н. е., коли відбулося найпівденніше просування льодового покриву останнього льодовикового періоду поточного льодовикового зледеніння (четвертинне зледеніння). Часові рамки вказані Д. Ауел, десь між 29 950 і 26 950 років тому, в цілому відповідають археологічним оцінкам зникнення неандертальської гілки людства.
Події книги відбуваються на території сучасної України (в пониззі Дніпра та у Криму), а також частково в передгір'ї західної частини Північного Кавказу.

## Короткий сюжет
П'ятирічна дівчинка Ейла, племені кроманьйонців, сирота яка залишилася сама внаслідок землетрусу, що зруйнував табір її родини і знищив всіх її родичів. Вона блукає безцільно, не в змозі прогодувати себе протягом декількох днів. На неї нападає і мало не вбиває печерний лев. Вона страждає від голоду, холоду, виснаження і зараження ран, знаходячись на межі життя і смерті.
Далі оповідь зображає групу людей, які називають себе «Кланом» і про яких ми зрозуміли, що це неандертальці, печера яких була зруйнована в результаті землетрусу, що змусило їх шукати нове житло. Шаманка клану, Іза (лікарка клану), знаходить дівчинку і запитує у Бруна, вождя клану, дозволу допомогти хворій дитині, незважаючи на те, що вона очевидно є членом племені «Інших», які завжди були супротивниками клану. Після довгих суперечок міч членами клану, дитина була усиновлена Ізою та її братом Кребом. Креб — це «Моґ-ур» або наймогутніший шаман, духовний лідер цього клану, незважаючи на те, що він був калікою внаслідок важких родів його матері, з аномально великою головою; та втратою руки й ока після нападу печерного ведмедя. Клан поклоняється духам земних тварин, що називаються «тотемами», і які, на їхню думку, можуть впливати на їхнє життя шляхом доброго чи поганого впливу і для яких моґ-ур виступає посередником. Брун погоджується дозволити Ізі лікувати зранену дитину і усиновити її лише в тому випадку, якщо Креб зможе встановити її особистий дух тотему.
Завдяки медитації Креб приходить до думки, що дитину може охороняти дух печерного лева, потужного тотему, який ніколи не дається жінці та лише дуже небагатьом чоловікам. Він трактує атаку печерного лева на дівчину, яку вона зазнала незадовго до того, як її знайшли, як доказ того, що дух печерного лева взяв її під свій особистий захист, і тому вона може бути прийнята в клан. Клан називає її Ейлою, ім'я, яке вони можуть вимовити, і яке схоже з іменем, що вимовляє дівчинка, ймовірно дане їй при народженні її батьками. Після видужання, подорожуючи з кланом, через деякий час, Ейла відходить від групи, під час їх чергової зупинки для відпочинку і вирішення, що їм робити далі, оскільки вони так і не знайшли нового житла; дівчинка несподівано знаходить величезну, прекрасну печеру, ідеальну для їх потреб; багато хто з клану починає вважати Ейлу щасливою, тим більше, що удача продовжує супроводжувати їх, з того часу, як дівчинка була прийнята до їх клану.
У книгах Д. Ауел неандертальці володіють лише обмеженим голосовим апаратом і рідко розмовляють, але добре володіють добре розвиненою жестовою мовою. Вони не сміються і навіть не посміхаються, і не плачуть; коли Ейла плаче, Іза думає, що у неї сталося захворювання очей.
Розвинене мислення і непосидючий характер, призводять Ейлу до порушення нею важливих звичаїв клану, особливо табу для жінок, щодо поводження зі зброєю. Вона має самовільний характер, але дуже намагається вписатися в життя племені неандертальців, хоча їй доводиться навчитися всьому з самого початку; бо вона не володіє «родовою пам'яттю» клану, які дозволяють їм виконувати певні завдання після того, як їх показали лише один раз.
Іза готує Ейлу як жінку-лікаря своєї родинної лінії, найпрестижнішої лінії жінок-лікарів із усіх кланів. Вчити Ейлу доводиться довго і наполегливо, що забирало набагато більше часу, ніж при навчанні власної дочки Уби, оскільки Ейла не володіє родовою пам'яттю клану. Іза стурбована тим, що коли Ейла виросте, ніхто не захоче взяти її за свою дружину, що зробить її тягарем для клану. Тож вона наполегливо навчає Ейлу, щоб вона була дуже шанованою жінкою-лікарем, яка матиме власний «статус» і їй не доведеться покладатися на статус свого чоловіка.
Головний противник Ейли в романі — Бруд, син вождя Бруна, який відчуває, що вона починає переважати його в розумі, вмінні, а з часом, можливо у силі та вправності. По мірі дорослішання двох дітей, протиріччя між ними тільки зростають. Коли вони виросли, Бруд жорстоко ґвалтує Ейлу в імпульсивній спробі продемонструвати свій повний контроль над нею. Бруд продовжує нападати на Ейлу кілька разів на день, що викликає в неї депресію, яка робить її зневіреною та пригніченою, і вона незабаром завагітніє. Іза пояснює Ейлі, що її «неприваблива» зовнішність порівняно з членами решти клану, швидше за все, не дасть їй можливості отримати пару до народження дитини. Обставина, за якою члени клану вважають, що це принесе невдачу в їх поселення. Ейла, яка більшу частину свого життя мріяла стати матір'ю і тепер переконана, що це може бути її єдиний шанс народити дитину, через її потужний тотем; відмовляється від пропозиції Ізи прийняти трави, щоб перервати вагітність. Після важкої вагітності та дуже важких пологів, Ейла радіє народженню сина, але, оскільки його зовнішність має змішані ознаки кроманьйонців та неандертальців та інші незвичні для клану особливості зовнішності, він вважається «виродком» і був практично відібраний у матері.
Книга закінчується смертю Креба, призначенням Бруда вождем клану. Бруд проклинає Ейлу та виганяє її з племені. Після чого вона вирушає у незвідану дорогу в пошуках Інших, подібних до неї людей. Її син Дурк залишається з племенем неандертальців.

## Продовження
Роман «Долина коней» продовжує історію Ейли, яка надалі була розвинута в інших книгах серії «Діти Землі», до яких належать «Мисливці на мамонтів»; «Шлях через рівнину»; «Під захистом каменю»; і шостий та останній роман в серії «Земля розмальованих печер».

## Підоснова
Археологічні та палеонтологічні дослідження матеріалів для цієї книги Д. Ауел проводила в публічній бібліотеці, відвідуючи численні археологічні конференції та постійно беручи участь в робочих польових археологічних експедиціях. Деякі описи ґрунтуються на скелетах неандертальців печерного поховання, знайдених в Іраку у Шанідарі, які датується віком в 60-80 тисяч років до нашої ери. Інші дані чітко пов'язані з широко розповсюдженою оріньяцькою та ґраветтською культурами та їх фігурками Венери — символом родючості, які авторка використовує як один із основних центрів кроманьйонського релігійного культу.

## Кіно- і телевізійні адаптації
У 1986 році роман був адаптований у фільмі «Клан печерного ведмедя» режисера Майкла Чепмена з Деріл Ганною у головній ролі.
У 2014 році телевізійна мережа «Lifetime» замовила пілотний епізод, заснований на серії романів. Рон Говард, Браян Грейзер, Джин М. Ауел та Лінда Вулвертон — виконавчі продюсери, а Вулвертон написала телевізійний спектакль. Запуск планувався деякий час у 2015 році.
Незважаючи на повідомлення про плани знімання пілотного серіалу, який розпочався в 2016 році, цей план був скасований телевізійною мережею «Lifetime», і був припинений в усіх телевізійних мережах, і вважається, що він мертвий, починаючи з березня 2016 року.